# Royal Marriages Act 1772

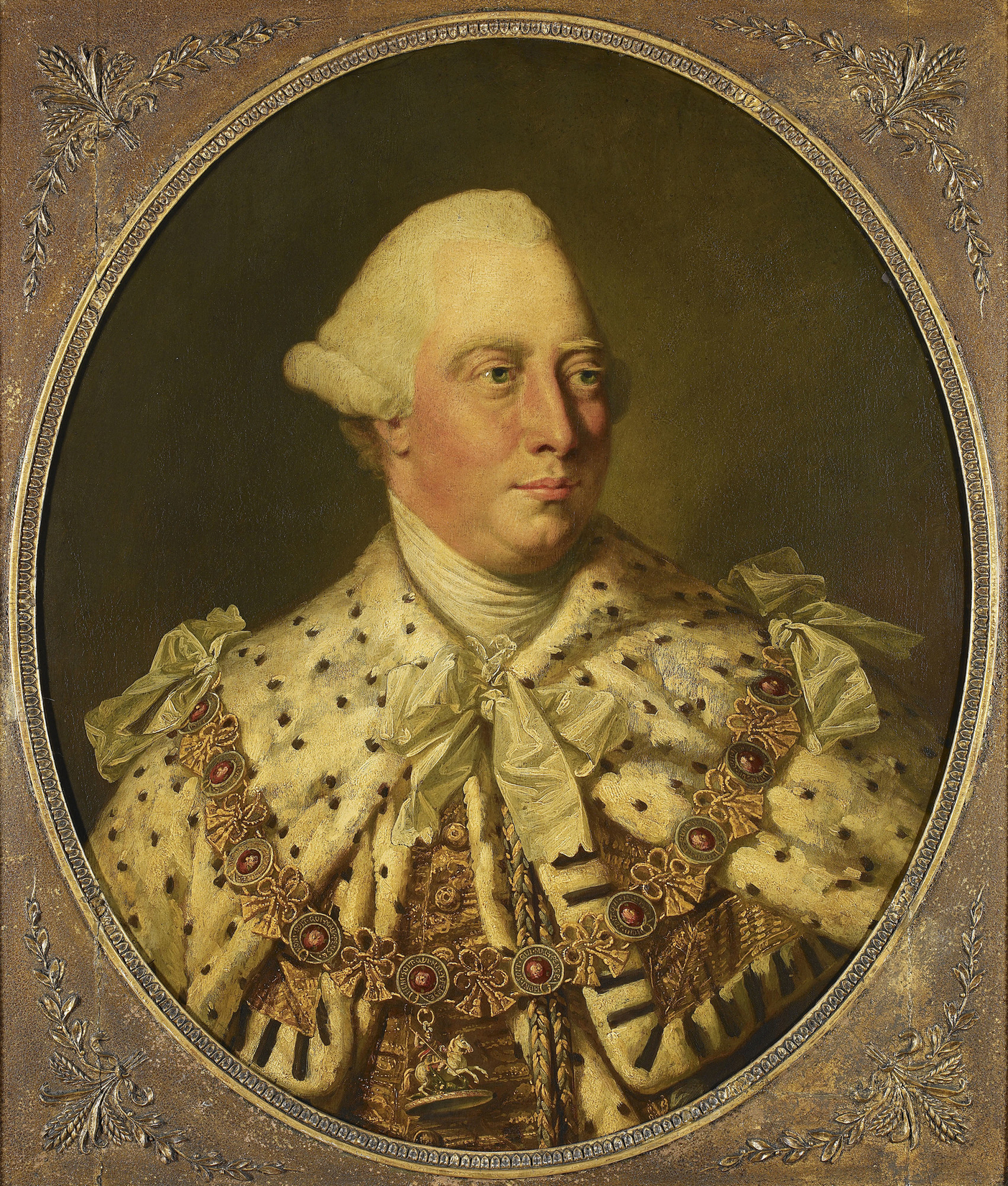
Portrait du roi George III par Johan Joseph Zoffany (vers 1772).

Le Royal Marriages Act 1772 est une loi du Parlement de Grande-Bretagne émise en 1772 sous le règne de George III, qui explicite les conditions que doivent respecter les membres de la famille royale pour conclure un mariage légitime. Pour valider leur union, les princes dynastes doivent ainsi solliciter l'autorisation du monarque britannique, qui dispose d'un droit de veto, notamment en cas de mariage morganatique. 

## Histoire
La loi est votée au Parlement en 1772, peu après le mariage morganatique du duc de Cumberland, frère de George III.
Le Royal Marriages Act a été aboli par l'accord de Perth de 2011.